# 이성자
이성자(李聖子, 음력 1918년 10월 4일, 1918년 6월 3일 ~ 2009년 3월 8일)는 대한민국의 화가이다.

## 생애
전라남도 광양시에서 태어나 일제강점기 진주 일신여자고등보통학교(현 진주여고)를 졸업했다. 1951년 프랑스로 건너가, 본격적인 창작활동에 들어가 유화, 목판화 비롯, 70년대 이후의 도자기 등 모든 조형작품에 동양적 향취와 이미지를 담은 방대한 규모로 꾸준히 제작, 한국적 사상과 시정을 프랑스 미술계의 흐름 속에 합류시키는 대표적인 본보기가 되었고, 이후 프랑스는 물론 세계전역에 걸쳐 작가로서의 지위를 굳혀온 원로이다. 이성자에게는 항시 두 명의 예술가가 공존하였다. 어린 시절의 숲을 되찾기 위하여 나무 판을 조각하는 판화가가 있는가 하면 구체적인 감성을 가지고 작업에 생기를 불어넣기 위하여 색을 쓰는 화가가 있다. 바르 주 투레트에서 사망했다.
진주시 충무공동 혁신도시에 이성자 미술관을 개관하였다.

## 평가
파리 시립 미술관장이었던 J.라세뉴는 이성자를 “이성자씨는 자신의 동양적인 유산에서 나온 오묘한 성격을 그대로 간직한 채 서양미술의 흐름 속에 용기 있게 합류하는 본보기”라고 하여 파리가 공식적으로 인정하는 동양의 예술가로 평했으며, ‘동녘의 대사 (ambassadrice de l'aube)’라는 애칭으로 불렀다.
세계적인 프랑스의 문학가인 미쉘·뷔또르는 이성자를 “프랑스의 문화와 인정(人情) 세태(世態)에 대해서 뿐만 아니라 프랑스의 깊숙한 시골의 야생의 들꽃들을 비롯한 프랑스의 자연에 대해서도 가장 정통하고 있는 한국의 대표적인 여인이다.”라고 평했으며, 서정주는 역으로 “이성자는 어느 나라에 가서 얼마를 살건 간에 자기 조국 한국의 전통의 정신적인 장점과 그 끈기와 또 처녀적인 순수성을 언제나 잘 아울러 간직하고 있는 신화(神話)적인 화가다”라고 평했다.

## 가족
- 동생 이한필
- 아들 신용석